# Aquilomyrmex huangi
Aquilomyrmex huangi (лат.) — ископаемый вид муравьёв, единственный в составе монотипического рода Aquilomyrmex из подсемейства Haidomyrmecinae (Haidomyrmecini). Обнаружен в бирманском янтаре мелового периода (штат Качин, около Мьичина, север Мьянмы, юго-восточная Азия), возрастом около 100 млн лет.

## Описание
Длина тела около 10 мм. Жвалы серповидные. Глаза смещены к основанию усиков. Задний край клипеуса окаймлён и образует вентральную воронковидную вогнутость. Имеет необычное строение вертикально направленных очень длинных верхних челюстей и лопатовидным выростом на голове (между местом прикрепления усиков). Этот рогоподобный вырост, отходит от клипеуса (наличника), направлен вперёд и вверх, возвышается над головой и покрыт на его расширенной вершине волосками. Глаза крупные, расположены в передней половине головы. Мандибулы длинные и узкие, смыкаются вверх, образуя капкан с «рогом». Ноги и усики тонкие и длинные. Усики 12-члениковые, булава отсутствует, скапус короткий.

## Классификация
Вид был впервые описан в 2020 году французским мирмекологом Винсентом Перришо (Vincent Perrichot; University of Rennes, CNRS, Géosciences Rennes, Франция), китайским энтомологом Бо Вангом (Bo Wang; State Key Laboratory of Palaeobiology and Stratigraphy, Nanjing Institute of Geology and Palaeontology, Китайская академия наук, Нанкин, Китай) и американским зоологом Филлипом Барденом (Phillip Barden; Division of Invertebrate Zoology, American Museum of Natural History, Нью-Йорк, США).

## Этимология
Название Aquilomyrmex происходит от греческих слов «aquilex» («лозоискатель») и «myrmex» (муравей). Видовое название A. huangi дано в честь Mr. Huang Yiren, дарителя нескольких кусков янтаря с типовым материалом нового вида муравья.